# Kniaź
Kniaź – z bułg. кнѣзъ, ze staroruskiego князь:
- tytuł określający wodza plemienia, później głowę państwa u Słowian i Litwinów, a w końcu dziedziczny honorowy tytuł szlachecki w Wielkim Księstwie Litewskim, Wielkim Księstwie Moskiewskim, Carstwie Rosyjskim i Imperium Rosyjskim. W Rzeczypospolitej Obojga Narodów od lat trzydziestych XVII wieku jedynym tytułem dziedzicznym uznawanym i używanym oficjalnie był właśnie tytuł kniazia[potrzebny przypis].
- kniaź (prawo wołoskie) – w systemie samorządu osady lokowanej na prawie wołoskim kniaź to osoba stojąca na czele wsi (sołtys).

Słowo w języku ruskim pochodzi ze słowiańskiego *kъnędzь, z którego pochodzą też:
- jęz. bułgarski: княз (knjaz, кнѣзъ), żeń. Княгиня / кнѣгинѣ (knjaginja)
- jęz. ruski i rosyjski: князь
- jęz. czeski: kněz, męs. kněžka (= książę)); kníže, żeń. kněžna (= księżniczka)
- jęz. węgierski: кынгды~kündü (podobne jak kenéz)
- jęz. rumuński: cneaz, chinez
- jęz. polski: ksiądz (pierwotnie w znaczeniu „książę”, dziś wyłącznie „duchowny”), stąd też książę (z kъnęžę = młody kъnędzь), księżyc (z kъnęžiťь pierwotnie „syn księcia”, potem „miesiąc” oraz (dziś wyłącznie) „satelita ziemi”)[2][3]